# Höfen bei Thun
Höfen bei Thun, officiellement nommée Höfen, est une localité et une ancienne commune suisse du canton de Berne, située dans l'arrondissement administratif de Thoune et la commune de Stocken-Höfen.

## Histoire

Vue aérienne (1952)

Le 1er janvier 2014, les communes de Niederstocken, Oberstocken et Höfen bei Thun fusionnent pour former la nouvelle commune de Stocken-Höfen.